# Ilie Borz
Ilie Borz (n. 1 august 1912, Marin, Sălaj; d. 7 mai 1954, Aiud) a fost un preot greco-catolic decedat în Închisoarea Aiud.

## Familia și studiile

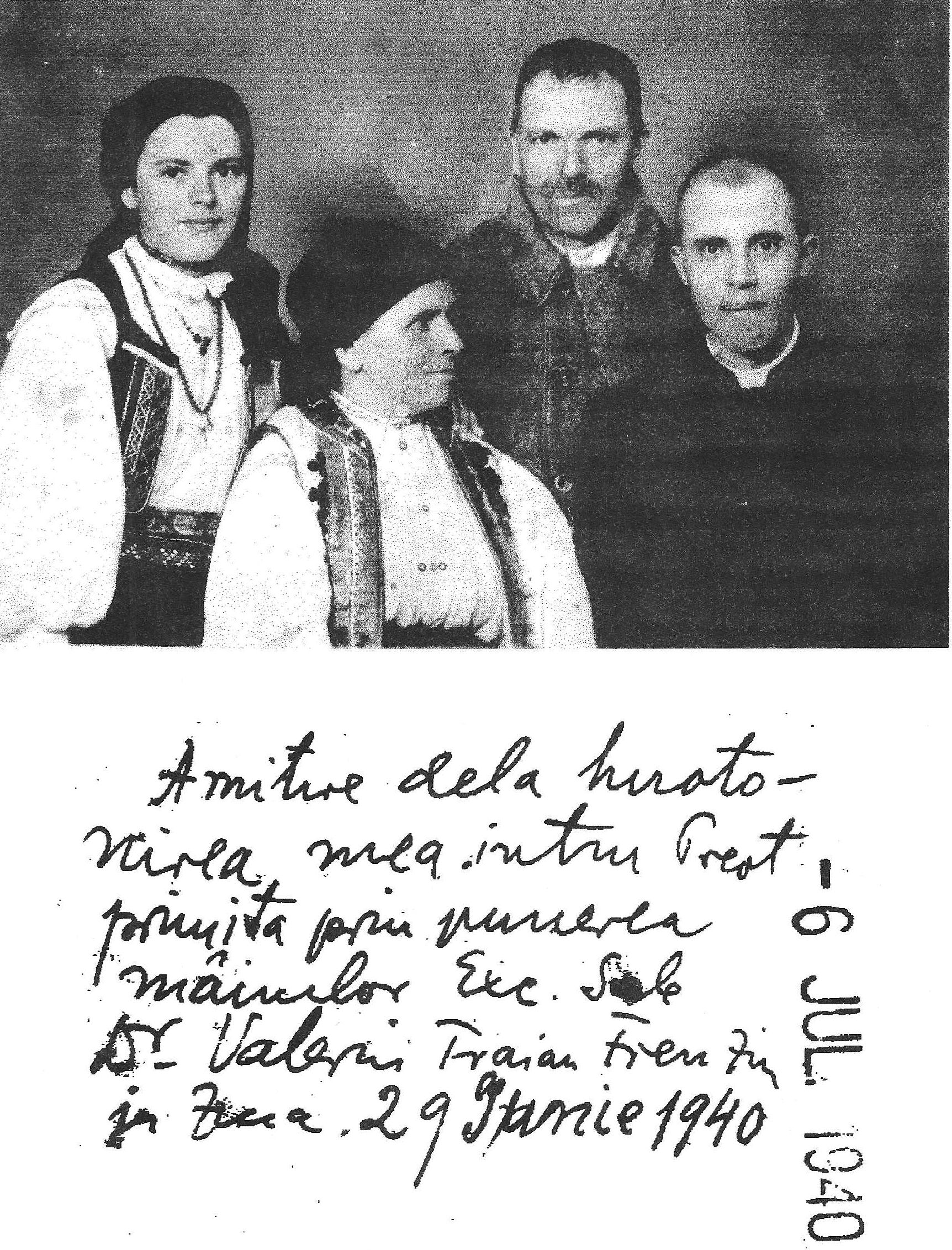
Ilie Borz cu familia, la hirotonirea sa ca preot - 29 iunie 1940

Ilie Borz s-a născut în anul 1912 în cătunul Ratovei, localitatea Marin, Sălaj. Părinții, Florea (Florian) și Maria, erau agricultori. Florea Borz s-a căsătorit cu Maria, o fată din satul Marin, aflat dincolo de un deal. Din căsnicia lor au rezultat 7 copii.
Ilie Borz a urmat clasele I-III primare la Marin, apoi a continuat gimnaziul la Zalău (forma fără frecvență), dovedindu-se bun la învățătură.
Studiile liceale le-a făcut la Liceul „Samuil Vulcan” din Beiuș, în perioada 1932-1935. A fost un elev eminent terminând în fiecare an «cu laude» și având din partea Episcopiei de Oradea bursă de merit. În această perioadă a primit sprijin material și moral din partea surorii franciscane Cecilia Maniu (sora lui Iuliu Maniu).

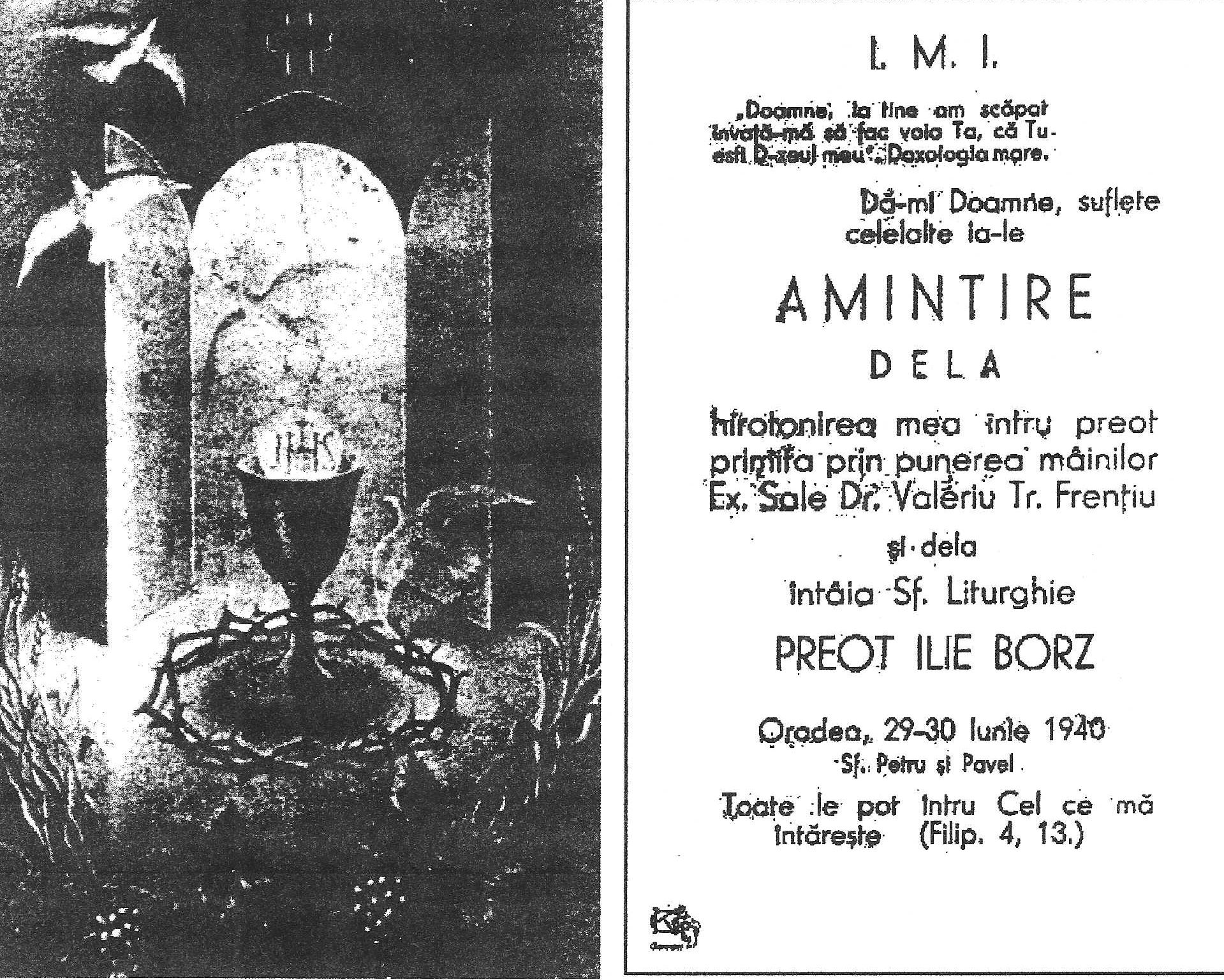
Imprimată cu ocazia hirotonirii preoțești a lui Ilie Borz, de Valeriu Traian Frenţiu, episcop greco-catolic de Oradea (29 iunie 1940)

Și-a continuat studiile la Institutul Teologic Oradea, unde a fost susținut cu o bursă acordată de episcopul Valeriu Traian Frențiu. În anul școlar 1936-1937 studentul Ilie Borz a fost învățător suplinitor în satul Marin, câștigându-și simpatia sătenilor. 
După absolvirea Institutului Teologic a fost hirotonit preot celibatar de Valeriu Traian Frențiu în data de 29 iunie 1940 de Sărbătoarea Sfinților Petru și Pavel.

## Pastorația până la 1948

Biserica de lemn din Drighiu

Și-a început pastorația în satul Bobota, județul Sălaj (interbelic). După șase luni a cedat această mare parohie în favoarea unui preot cu familie și a preluat în anul 1941 parohia Drighiu. Până în anul 1948 prin efortul părintelui Ilie Borz și cu contribuția financiară a credincioșilor a fost construită biserică mare din Drighiu. În anul 1945 s-a sfințit temelia noii biserici, în 1946 biserica era ridicată în roșu, iar în 1947 era deja tencuită. Anul 1948 găsește biserica terminată exterior, crucile fiind puse pe turle, aceasta dată regăsindu-se înscrisă și astăzi deasupra celor două intrări ale bisericii. În fundația bisericii în cele patru colțuri și în altar au fost introduse în sticle și zidite în temelie documentele care cuprindeau fondatorii acesteia. 
După scoaterea Biserica Română Unită cu Roma la 1 decembrie 1948 autoritățile politice i-au interzis părintelui Ilie accesul 
în lăcașul construit de el. După o liturghie ținută în curtea bisericii, a fost reținut de Securitate, care a făcut asupra sa presiuni să treacă la Biserica Ortodoxă Română. Cu ajutorul unor credincioase a reușit să scape, ascunzându-se până în anul 1950. 
Tot în perioada 1945-1948 a ridicat din temelii biserică nouă din satul Aleuș, care era afiliat localității Drighiu. Apoi concomitent în comuna Nușfalău, sub îndrumarea lui s-a început noua biserică care la trecerea părintelui în clandestinitate a rămas în faza de «roșu». 
Cu toate greutățile întâmpinate în lucrările de construcție a bisericilor, pe primul loc rămânea tot viața spirituală a credincioșilor pe care nu-i va părăsi nici după ce biserica greco-catolică va fi desființată. Era foarte darnic, oamenii mărturisesc că tot ce primea împărțea, mai ales săracilor.
Părintele Ilie Borz se ocupa de credincioși, de copii, de tineret cu hărnicie și devotament. Era un preot cult, avea multe cărți (în latină, franceză etc.), care la prigoană au fost ascunse din fața comuniștilor, dar până la urmă tot au ars. 
Viața părintelui Ilie Borz a fost străbătută de evlavie, blândețe și grija unei permanente legături cu Dumnezeu.

## Martiriul preotului Ilie Borz
În luna octombrie 1948 au fost arestați episcopii greco-catolici, asupra preoților și credincioșilor exercitându-se presiuni pentru trecerea la Biserica Ortodoxă Română. Parohul din Drighiu nu s-a lăsat impresionat de amenințări, încurajând credincioșii să rămână statornici în credință. Părintele Ilie și-a întărit argumentația cu obiectele sfinte din biserică: „tot ce vedeți în biserica aceasta îmi este martor de ceea ce v-am spus: altarul, icoanele, chiar și cuiele din pereți.”
Un moment de referință pentru această perioadă, înainte ca părintele Ilie să-și înceapă misiunea clandestină, a fost o liturghie ținută în partea de miazăzi a bisericii împreună cu credincioșii în iarna anului 1948-1949. Aceasta s-a întâmplat după ce autoritățile comuniste i-au interzis părintelui să mai intre în biserică. Sătenii au umplut marea curte a bisericii arătându-și solidaritatea cu părintele lor, dar și opoziția față de noul regim. Oamenii din sat erau bucuroși că pot participa la o liturghie, mai ales că în ultimul timp în biserică slujbele se făceau doar cu cantorul satului Dumitru Pop. 
A fost anunțată Securitatea din Șimleu Silvaniei, care și-a trimis agenții în sat. Era timpul când se cânta «Cuvine-se cu adevărat», când aceștia au încercat întreruperea liturghiei. Pentru că enoriașii nu s-au intimidat, iar părintele i-a rugat să-l lase să termine slujba, securiștii au cedat. După Sfânta Liturghie părintele Ilie a fost condus de securiști la casa parohială, a fost interogat și amenințat cu suferință grea și chiar cu moartea dacă nu semnează trecerea la ortodoxie. Spre surprinderea lor acesta a rămas de neclintit. Securiștii încercând să-și argumenteze atitudinea în fața mulțimii de credincioși care erau solidari cu părintele lor, au ieșit din casa parohială și au afirmat despre părinte că ar fi în slujba străinilor dușmani ai țării și regimului. Într-un moment când a fost lăsat singur, cu toate că la ușă erau gardieni, câteva credincioase din sat au intrat înăuntru, l-au îmbrăcat în haine țărănești și l-au scos afară, scăpându-l spre drumul Aleușului.
Și-a continuat misiunea în clandestinitate, celebrând Sfintele Liturghii în casele unor creștini de încredere, de regulă noaptea, cu geamurile acoperite. La slujbe participau uneori chiar zeci de credincioși, care în prealabil se anunțau unii pe alții. Înainte de slujbă părintele îi spovedea pe participanți, pentru ca roadele să fie mai mari. A săvârșit în ascuns în afara liturghiilor, cununii, botezuri și masluri cu prețul libertății, în satele: Drighiu, Aleuș, Halmășd, Plopiș, Nușfalău, Cosniciu de Jos, Cosniciu de Sus, Valcău de Jos, Valcău de Sus, Boghiș, Ratovei, Marin, Crasna.
Pe la începutul anului 1950 se predă de bunăvoie autorităților comuniste care au început să-l amenințe si să-l persecute pe Părintele Biluca Miron dar și pe preoții care îndrăzneau să țină piept regimului uzurpator. Din declarațiile adunate de la martorii în viață ai acelor evenimente rezultă că părintele a fost închis la Jilava foarte scurt timp după care a fost mutat la Aiud. Acești martori și-l amintesc foarte slăbit după atâtea chinuri îndurate, dar mereu în rugăciune, dovedind o dârzenie fără margini. Un martor din închisoarea Aiud mărturisește că părintele i-ar fi spus în timp ce erau școsi în curtea închisorii : «eu voi muri mâine». După o asemenea mărturie nu-i rămânea părintelui decât reculegerea și «rugăciunea din grădina Ghețimani», asemenea lui Christos.
Părintele Ilie a trăit acele vremuri în care nu mai era timp de plâns pe umărul aproapelui ci se cerea imperios un răspuns la chemarea Domnului : «Dacă voiește cineva să vină după Mine, să se lepede de sine, să-și ia crucea si să mă urmeze» (Luca 9,23). Domnul i-a șoptit în inima sa ce are de făcut și l-a susținut, iar rodul a venit fiind foarte bogat parcă întărind cuvintele lui Tertulian :«Sanguis martyrum semen christianorum» (Sângele martirilor, sămânța creștinilor).
Prin asemenea oameni sfinți Biserica a rămas curajoasă și consecventă în acele timpuri grele, purtată de suflul Spiritului Sfânt cunoscând o pace mai înaltă decât violențele la care a fost supusă.
Completând tabloul martirilor alături de ierarhii Bisericii Române Unite, a confraților preoți și a multor credincioși care și-au încheiat pelerinajul pământesc în celule de închisori, neîndreptățiți, batjocoriți, prigoniți– de care lumea nu era vrednică - părintele Ilie Borz a împlinit până la capăt cuvântul Sfintei Scripturi și asemenea Mântuitorului: „…în locul bucuriei ce-i era păstrată, a suferit crucea, neținând seama de ocară…”(Evrei 12,2), pecetluindu-și prin botezul sângelui drumul spre fericirea cea veșnică și rămânând mărturie vie pentru generațiile viitoare căutătoare a Luminii Învierii lui Christos”.
Părintele Ilie Borz a fost înmormântat probabil în cimitirul temniței Aiudului, fără o cruce la căpătâiul său.
Ana Maria Tudoș, originară din satul Ratovei, își amintește: «Sfânta Liturghie la noi o celebra Părintele Borz dimineața foarte devreme, sau noaptea ... îmi plăcea foarte mult să citesc eu "Apostolul"..., altfel tata era cantorul special ce-l însoțea oriunde pe părintele Ilie Borz. "Oriunde" de fapt însemna mai des la Badea Iuane în satul Marin, apoi în Plopiș unde se adunau surorile călugărițe din ordinul "Maica Domnului"...».

## Moartea

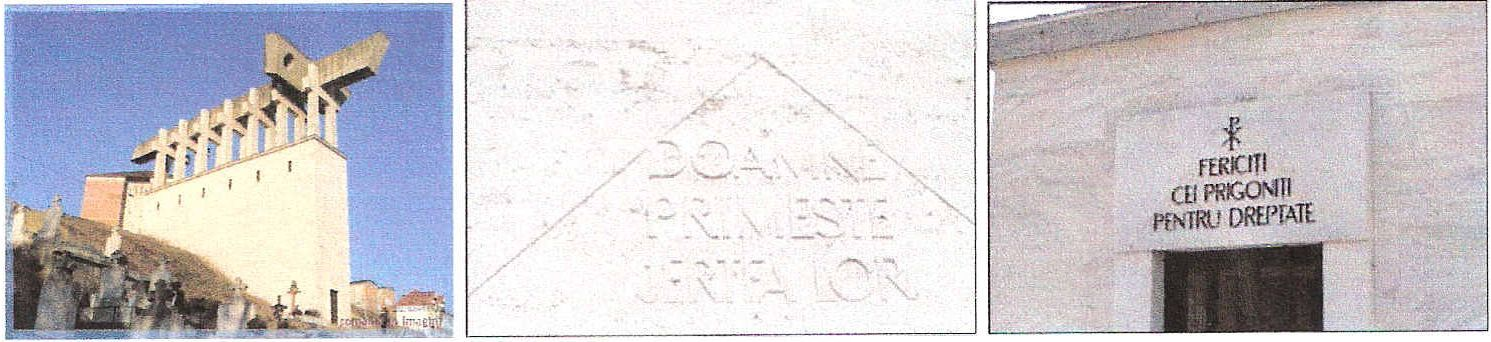
Monumentul „Calvarul Aiudului”

Părintele a murit la închisoarea Aiud în anul 1954. Înainte a avut loc un proces, la Cluj, la care nici n-a fost citată familia Borz. În acest proces părintele Borz ar fi fost condamnat la 4 ani de închisoare. Peste cei 4 ani când familia aștepta să se elibereze, el murise în luna mai, iar ei au primit chemare să meargă după hainele lui în toamna anului 1954. Coletul era însoțit de o scrisoare în care se menționa motivul oficial al decesului părintelui și anume :«stop cardiac».
La închisoarea din Aiud aveau loc campanii de exterminare. Un preot din grupul deținuților, care avea 4 copii a cerut amânare, iar Părintele Borz s-a oferit în locul acestui tată de familie. A murit în urma unei injecții administrate de medicul penitenciarului.  A fost scos mort din celulă după câteva zile, când șobolanii îi roseseră extremitățile și fața.
La Aiud s-a ridicat un monument numit "Calvarul Aiudului”. Acesta este înălțat pe Dealul Robilor pentru victimele opresiunii comuniste din aceasta temniță. Are forma unui parc memorial plantat cu pini, cu o platformă rezervată pentru pomeniri și slujbe religioase. Pe un soclu în al cărui spațiu interior se afla o capelă și osuarul, s-au înălțat șapte cruci duble îngemănate, care simbolizează solidaritatea dintre deținuți. Acestea susțin o cruce mare așezată peste ele ca un acoperiș. În interiorul monumentului pereții sunt acoperiți cu numele celor decedați în temnița Aiudului. La litera „B” figurează și numele părintelui martir Ilie Borz. Alături de preoți la Aiud au murit mulți ofițeri superiori ai elitei Armatei Române, oameni de cultură dar și simpli și sinceri creștini pentru care idealurile erau mai importante decât viața.
Ana Maria Tudoș scrie că „părintele Ilie a murit în anul 1954 în închisoarea din Aiud”. 
Toate cărțile cărturarului Ilie Borz au fost arse de Securitate.